# Remartinia restricta
Remartinia restricta là loài chuồn chuồn trong họ Aeshnidae. Loài này được Carvalho miêu tả khoa học đầu tiên năm 1992.